# Onur Dogan
Onur Dogan - em turco, Onur Doğan - também conhecido por Chu En-Le - em chinês tradicional, 朱恩樂 (Çanakkale, 8 de setembro de 1987) é um futebolista turco-taiwanês que atua como atacante. Atualmente joga pelo Tatung FC.

## Carreira
Após defender Güngörenspor, Mahmudiye Belediye Spor, Arslanca Spor e Dardanel S.A.Ş. (clubes das divisões de acesso do futebol turco), Dogan mudou-se para Taiwan em 2009 para defender o Tatung FC, onde atuou em 56 partidas e fez 50 gols, vencendo o Campeonato Taiwanês em 2013. Teve ainda uma passagem pelo Meizhou Hakka (China) entre 2016 e 2018, quando conquistou a terceira divisão nacional antes de voltar ao Tatung, sagrando-se bicampeão taiwanês.

## Carreira internacional
Dogan obteve a cidadania taiwanesa em 2014, tornando-se apto a defender a seleção local, pela qual estreou contra Guam, em novembro do mesmo ano, sendo o primeiro atleta naturalizado a jogar pelos Azuis-Brancos.

## Títulos
Tatung
- Campeonato Taiwanês: 3 (2013, 2018 e 2019)

Dardanel SAŞ
- TFF 1. Lig: 1 (2009–10)

Meizhou Hakka
- China League Two: 1 (2015)